# Laag (Neumarkt)
Laag (italienisch: Laghetti; südtirolerisch Låg) ist eine Fraktion der Gemeinde Neumarkt im Unterland, einem Abschnitt des Etschtals in Südtirol. Das Dorf befindet sich auf der orografisch linken Seite der Etsch und wird östlich vom Madruttberg mit der markanten Ursulawand überragt.
Laag liegt zwischen dem Gemeindehauptort Neumarkt und dem Hauptort der Nachbargemeinde Salurn, etwa 6 km südlich von Neumarkt und 5,5 km nördlich von Salurn. Zu Laag gehört auch der nördlich anschließende Weiler St. Florian.

## Infrastruktur und Einrichtungen
Laag liegt direkt an der Brennerstaatsstraße. Die nächstgelegene Zugangsstelle an der Brennerbahn ist der Bahnhof Margreid-Kurtatsch. Zudem führt an Laag die Radroute 1 „Brenner–Salurn“ vorbei.
In St. Florian befindet sich das Kraftwerk St. Florian, das die Wasserkraft des hierher über eine unterirdische Druckrohrleitung verbundenen Stramentizzo-Stausees zur Stromgewinnung nutzt. Bei der Anlage des Druckstollens kam es 1953 zu einem massiven Wasserausbruch, der St. Florian stark in Mitleidenschaft zog.
An Bildungseinrichtungen bestehen sowohl für die deutsche als auch die italienische Sprachgruppe je ein Kindergarten und eine Grundschule.

## Sehenswürdigkeiten
In der Ortschaft Laag stehen die Pfarrkirche zur Unbefleckten Empfängnis und die kleinere Kirche zum Hl. Laurentius. Am Freiheitsplatz befindet sich ein Gerichtsstein, der vermutlich aus der Langobardenzeit stammt, der Dorfbrunnen mit dem „Krautstoan“ und ein Ziehbrunnen.

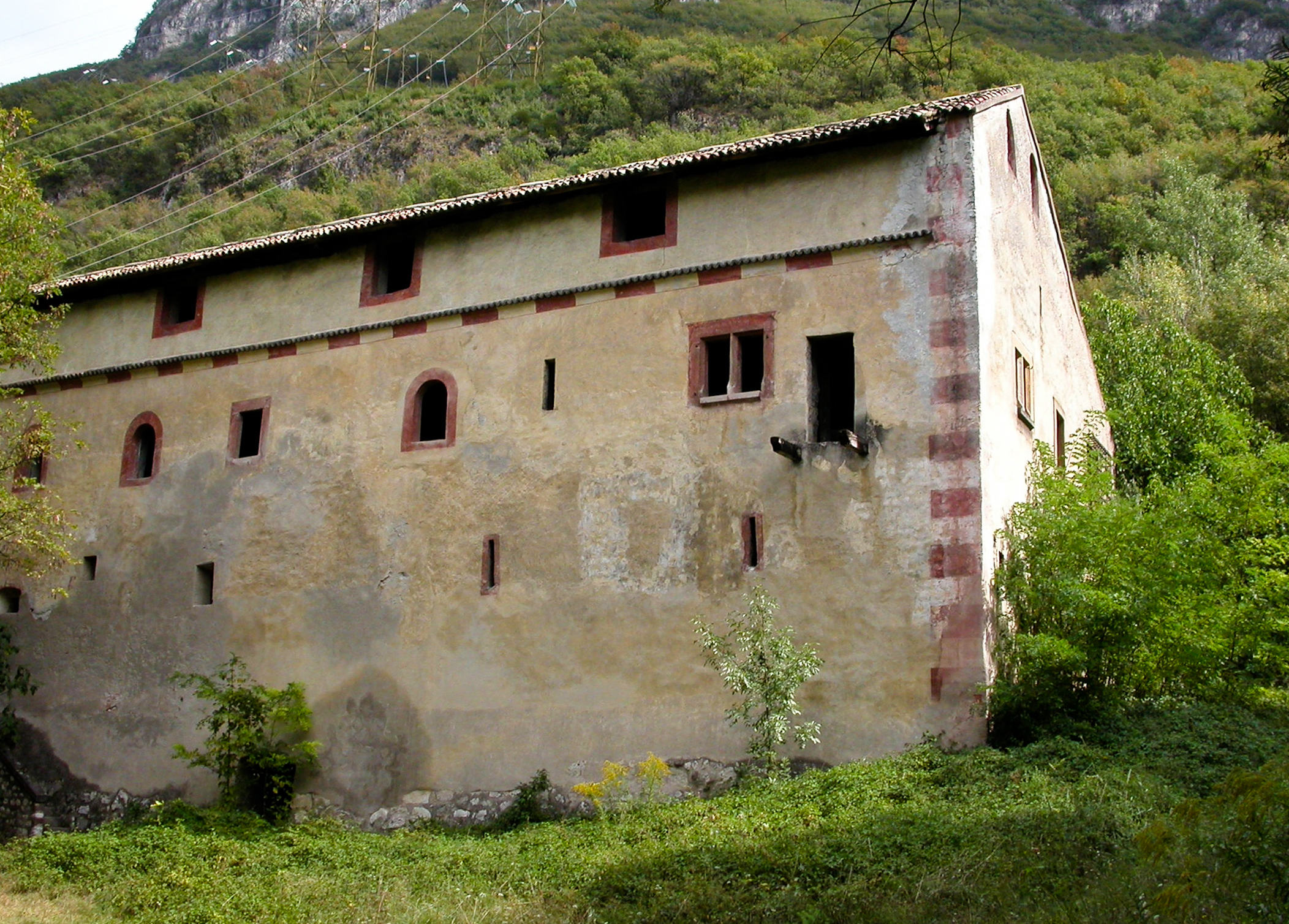
Das Hospiz Klösterle in St. Florian

Im Weiler St. Florian bestehen das mittelalterliche Pilgerhospiz Klösterle und das romanische St.-Florian-Kirchlein.

## Geschichte
Der Ortsname scheint von einer seenartigen Aufstauung des Wassers der Etsch zu rühren und das romanische Grundwort *lacus (See) zu beinhalten; das Toponym ist 1237 als ze Lage und 1525 als Lag bezeugt.
Archäologische Funde bei St. Florian bezeugen eine römerzeitliche Siedlung, die bis ins Frühmittelalter kontinuierlich weiterbestanden zu haben scheint.
Als Einwohner von Laag ist 1314 urkundlich ein gewisser Haymo de Lachu bezeugt, dessen Sohn Egeno nach Neumarkt übersiedelte. Im Salurner Gerichtsweistum von 1403 werden die Lager zu landesfürstlichen Weinfuhrdiensten nach Bozen verpflichtet.